# Andamio 90
Andamio 90 es un teatro independiente de la ciudad de Buenos Aires, fundado por Alejandra Boero el 9 de diciembre de 1990. Cuenta con un Instituto Privado de Actuación incorporado a la enseñanza oficial A-1302. Se inauguró con la obra “Final de partida” de Samuel Beckett, dirigida por Alfredo Alcón. Para él han trabajado directores argentinos como Agustín Alezzo, Rubens Correa, María Rosa Gallo, Lidia Lamaison, Graciela Dufau y Lito Cruz, entre otros. 

## Otras escuelas similares
- EMAD
- Universidad Del Salvador
- IUNA